# Еловец (община Марибор)
Вижте пояснителната страница за други значения на Еловец.
Еловец (на словенски: Jelovec) е село в Словения, Подравски регион, община Марибор. Според Националната статистическа служба на Република Словения през 2002 г. селото има 376 жители.